# Testudinella andranomenensis
Testudinella andranomenensis är en hjuldjursart som beskrevs av Fusa Sudzuki H. 1992. Testudinella andranomenensis ingår i släktet Testudinella och familjen Testudinellidae. Inga underarter finns listade i Catalogue of Life.